# Martí de Riquer i Morera

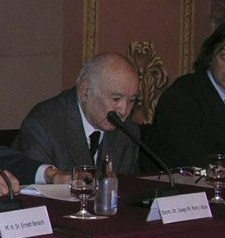
Martí de Riquer i Morera

Martí de Riquer i Morera (Barcelona, 3 mei 1914 – aldaar, 17 september 2013), graaf van Casa Dávalos en Gran d'Espanya was een Catalaans schrijver en filoloog.

## Biografie
Hij is geboren op 3 mei 1914 in Barcelona als neef van Alexandre de Riquer i Ynglada. Hij was lid van de Koninklijke Spaanse Academie sedert 1965 en van diverse buitenlandse instituten. Hij was tot zijn emeritaat hoogleraar Romaanse literatuur gespecialiseerd in de middeleeuwse talen aan de Universiteit van Barcelona. Hij heeft zich toegelegd op het Occitaans, het Catalaans, het Provençaals, het middeleeuwse Frans en het Castiliaans. In Europa wordt hij erkend als een autoriteit in de Romaanse filologie.
Tijdens de Spaanse democratische overgang (1975-1978) na de dood van Francisco Franco en de opheffing van de franquistische dictatuur werd hij in de overgangsregering door koning Joan Carles I in augustus 1978 tot senator benoemd en sloot hij zich aan bij de partij Entesa dels Catalans.
Hij was ook bekend voor zijn monografieën over de Chanson de Roland, Tirant lo Blanc en Don Quichot. Verder heeft hij klassieke Catalaanse schrijvers zoals Cerverí de Girona, Bernat Metge, Antoni Canals, Jordi de Sant Jordi en Andreu Febrer vertaald en een aantal veelgelezen bloemlezingen gepubliceerd.
Op 99-jarige leeftijd is De Riquer i Morera overleden in zijn geboortestad.

## Prijzen
- 1991: de Nationale prijs van de Spaanse Letteren voor Essay voor zijn werk Aproximació al Tirant lo Blanc (Benadering van het werk Tirant lo Blanc)
- 1992: Creu de Sant Jordi
- 1997: de Prijs van de Prins van Astúries voor Sociale Wetenschappen[4]
- 1999: de Lletra d'or voor Quinze generacions d'una família catalana (Vijftien generaties van een Catalaanse familie)[5]
- 2000: Nationale prijs der Spaanse letteren
- 2005: Koning Joan Carles I kent hem de eretitel Gran toe

## Werken
- L'humanisme català (1388-1494) Barcelona, Barcino, 1934.
- Humanisme i decadència en les lletres catalanes Barcelona, Revista de Catalunya, 1934.
- Comentaris crítics sobre clàssics catalans Barcelona, Barcino, 1935.
- Manual de heráldica española Barcelona, Apolo, 1942.
- La lírica de los trovadores Madrid, CSIC, 1948.
- Los cantares de gesta franceses, Madrid, Gredos, 1952.
- Història de la literatura catalana, Barcelona, Ariel, 1964-1966.
- Història de la literatura universal, Barcelona, Noguer, 1957-1959 (in samenwerking met José María Valverde).
- Caballeros andantes españoles, Madrid, Espasa Calpe, 1967.
- L'arnès del cavaller: armes i armadures catalanes medievals, Barcelona, Ariel, 1968.
- Cavalleria: fra realtà e letteratura nel Quattrocento, Bari: Adriatica, 1968.
- El combate imaginario: Las cartas de batalla de Joanot Martorell, Barcelona, Seix Barral, 1972 (in samenwerking met Mario Vargas Llosa).
- Los trovadores, Barcelona, Planeta, 1975.
- Heràldica catalana des de l'any 1150 al 1550, Barcelona, Quaderns Crema, 1983.
- Vida i aventures de don Pero Maça, Barcelona, Quaderns Crema, 1984.
- Heráldica Castellana en tiempos de los Reyes Católicos, Quaderns Crema, 1986.
- Estudios sobre el Amadís de Gaula, Barcelona, Sirmio, 1987.
- Cervantes, Passamonte y Avellaneda, Barcelona, Sirmio, 1988.
- Cervantes en Barcelona, Barcelona, Sirmio, 1989.
- Aproximació al Tirant lo Blanc, Quaderns Crema, 1990
- Tirant lo Blanch, Novela de historia y de ficción, Barcelona, Sirmio, 1992.
- Les poesies del trobador Guillem de Berguedà, Barcelona, Quaderns Crema, 1996.
- Quinze generacions d'una família catalana, Barcelona, Quaderns Crema, 1998. (Lletra d'or)
- Llegendes històriques catalanes, Barcelona, Quaderns Crema, 2000.
- Para leer a Cervantes, Barcelona, Acantilado, 2003.
- Vida y amores de los trovadores y sus damas, Barcelona, Acantilado, 2004.

### Uitgaven als redacteur
- Antoni Canals, Scipió e Anibal. De providència. De arra de ànima, Barcelona, Barcino, 1935.
- Jordi de Sant Jordi, Poesies, Barcelona, Catalònia, 1935.
- Bernatz de Ventadorn, Poesías, Barcelona, Yunque, 1940.
- Sebastián de Covarrubias, Tesoro de las lenguas castellana o española, Barcelona, Horta, 1943.
- Miguel de Cervantes, Don Quijote de la Mancha, Barcelona, Juventud, 1944.
- Jacinto Verdaguer, L'Atlàntida, Barcelona, Ayuntamiento de Barcelona, 1946.
- Pero Martínez, Obras, Barcelona, CSIC, 1946.
- Cerverí de Girona, El trovador Cerverí de Girona, Barcelona, Universitat de Barcelona, 1946.
- Joanot Martorell, Martí Joan de Galba, Tirant lo Blanc, Barcelona, Selecta, 1947.
- Joanot Martorell, Martí Joan de Galba, Tirante el Blanco: traducción castellana de 1511, Barcelona, Asociación de Bibliófilos, 1947-1949.
- Andreu Febrer, Poesies, Barcelona, Barcino, 1951.
- Gilabert de Proíxita, Poesies, Barcelona, Barcino, 1954.
- Juan Boscán, Obras poéticas, Barcelona, Facultat de Filosofia i Lletres, Universitat de Barcelona, 1957 (amb Antoni Comas i Joaquim Moles).
- Guillem de Berguedà, Guillem de Berguedà, Espluga de Francolí: Abadia de Poblet, 1971.
- Alonso Fernández de Avellaneda, Don Quijote de la Mancha, Madrid, Espasa-Calpe, 1972.
- Fernando de Rojas, La celestina, Madrid, Alfaguara, 1974.
- Chrétien de Troyes, Li contes del graal, Madrid, Espasa-Calpe, 1961.
- Alan Chartier, La belle dame sans merci, Barcelona, Quaderns Crema, 1983.
- La chanson de Roland. El Cantar de Roldán y el Roncesvalles navarro, Barcelona, El Festín de Esopo, 1983.
- Arnaut Daniel, Poesías, Barcelona, Quaderns Crema, 1994.